# Brantley Scott Osborne

Brantley Scott Osborne (nacido el 4 de abril de 1991, Estados Unidos) es un baloncestista profesional estadounidense. Se desempeña en la posición de escolta y actualmente está retirado, su último equipo ha sido el Club Xuventude Baloncesto de la LEB Plata.